# Manx2
La Manx2 era una compagnia aerea virtuale per pendolari con sede nell'Hangar 9 dell'aeroporto dell'Isola di Man a Ballasalla, Malew, sull'Isola di Man. Vendeva voli e servizi da diversi aeroporti nel Regno Unito con basi a Belfast City, Blackpool, Cardiff e la stessa Man. I voli venivano operati per Manx2 da una serie di compagnie aeree tra cui Van Air Europe, FLM Aviation e Links Air. Nel dicembre 2012 le attività di Manx2 furono vendute a Citywing e il suo ultimo volo avvenne il 31 dicembre 2012.

## Storia
La Manx2 diede inizio alle operazioni l'11 maggio 2006, con servizi a partire dal 15 luglio. Il suo presidente era Noel Hayes. Era stata fondata dal team che aveva creato la compagnia aerea Blue Islands, che serve le Isole del Canale.

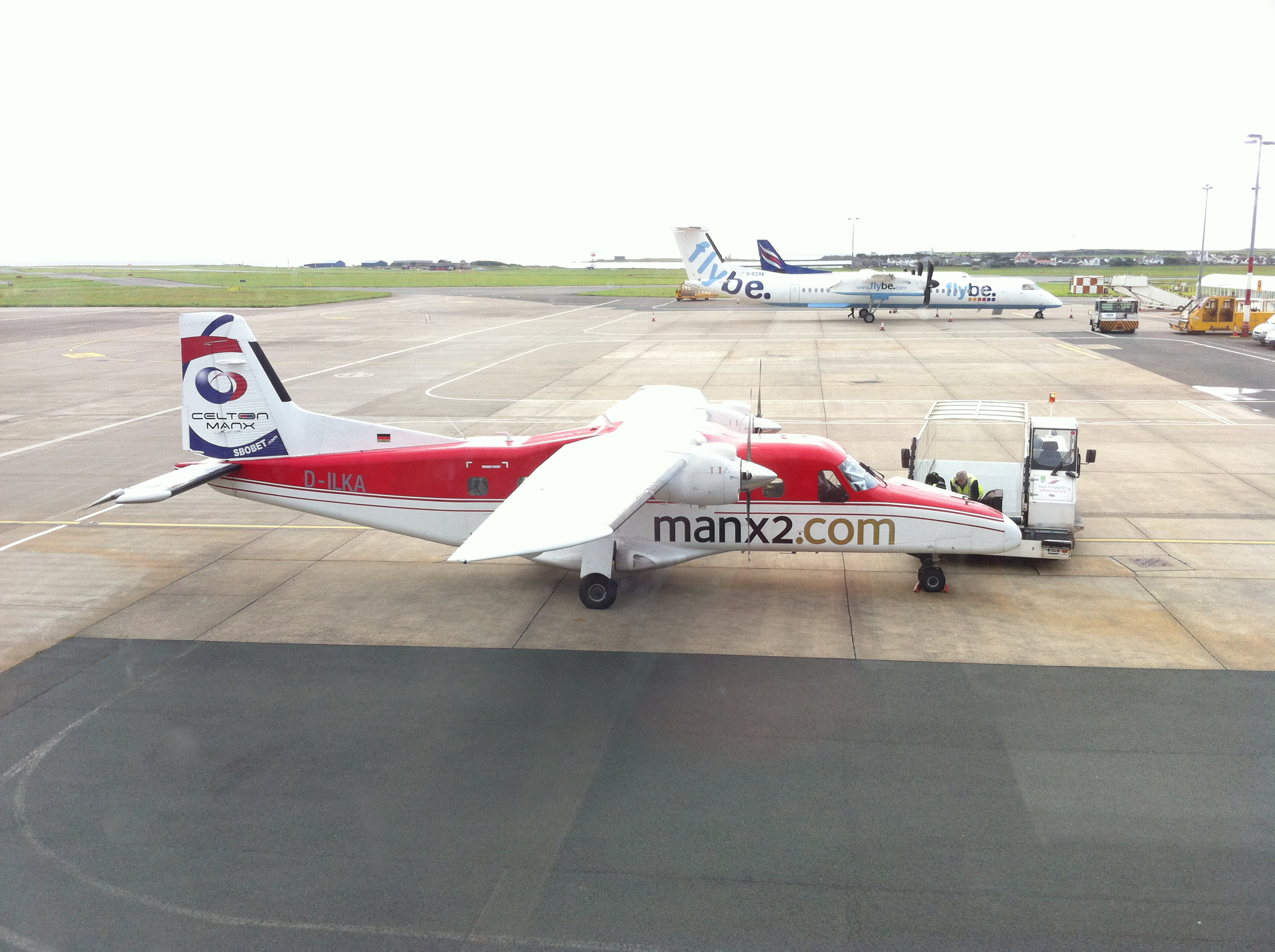
Un Dornier 228 di Manx2 all'aeroporto di Man nel 2012.

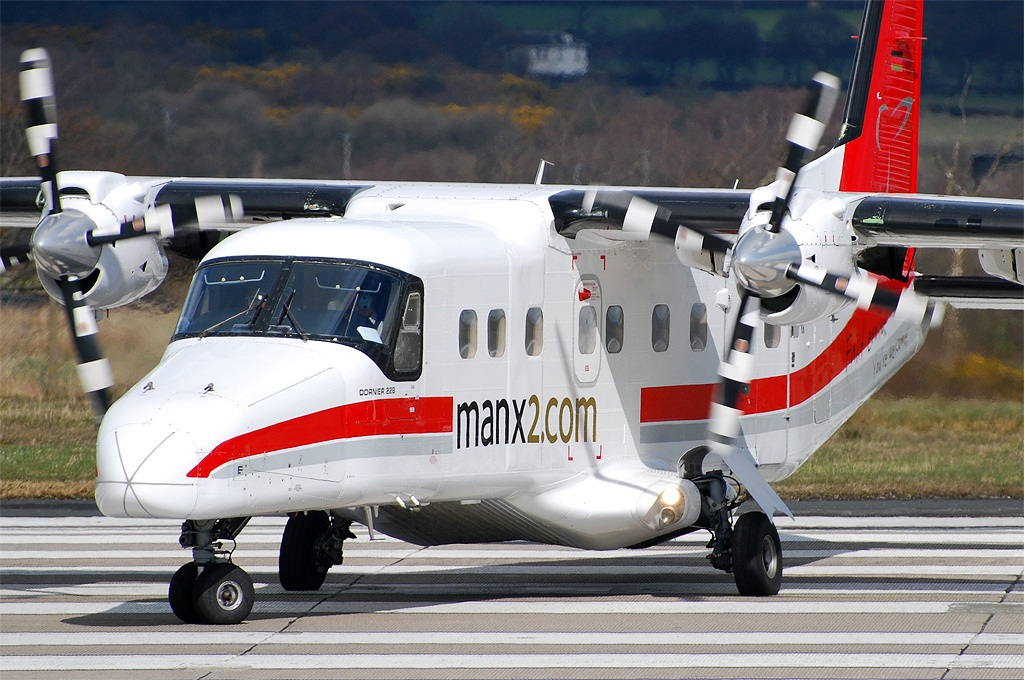
Vista frontale di un altro Dornier Manx2.

L'11 luglio 2006 Manx2 prese in consegna il suo primo aereo noleggiato, un Let L-410 Turbolet dipinto con la nuova livrea aziendale della compagnia. L'aereo era inizialmente operato da "BASe Air Kft" (Budapest Air Services) con l'identificativo di chiamata "Base" e il codice di volo "BPS". Le prime tre rotte annunciate da Manx2 erano dall'Isola di Man all'Aeroporto Internazionale di Belfast e quello di Blackpool il 15 luglio, seguite dalla rotta per Leeds Bradford il 12 agosto 2006.

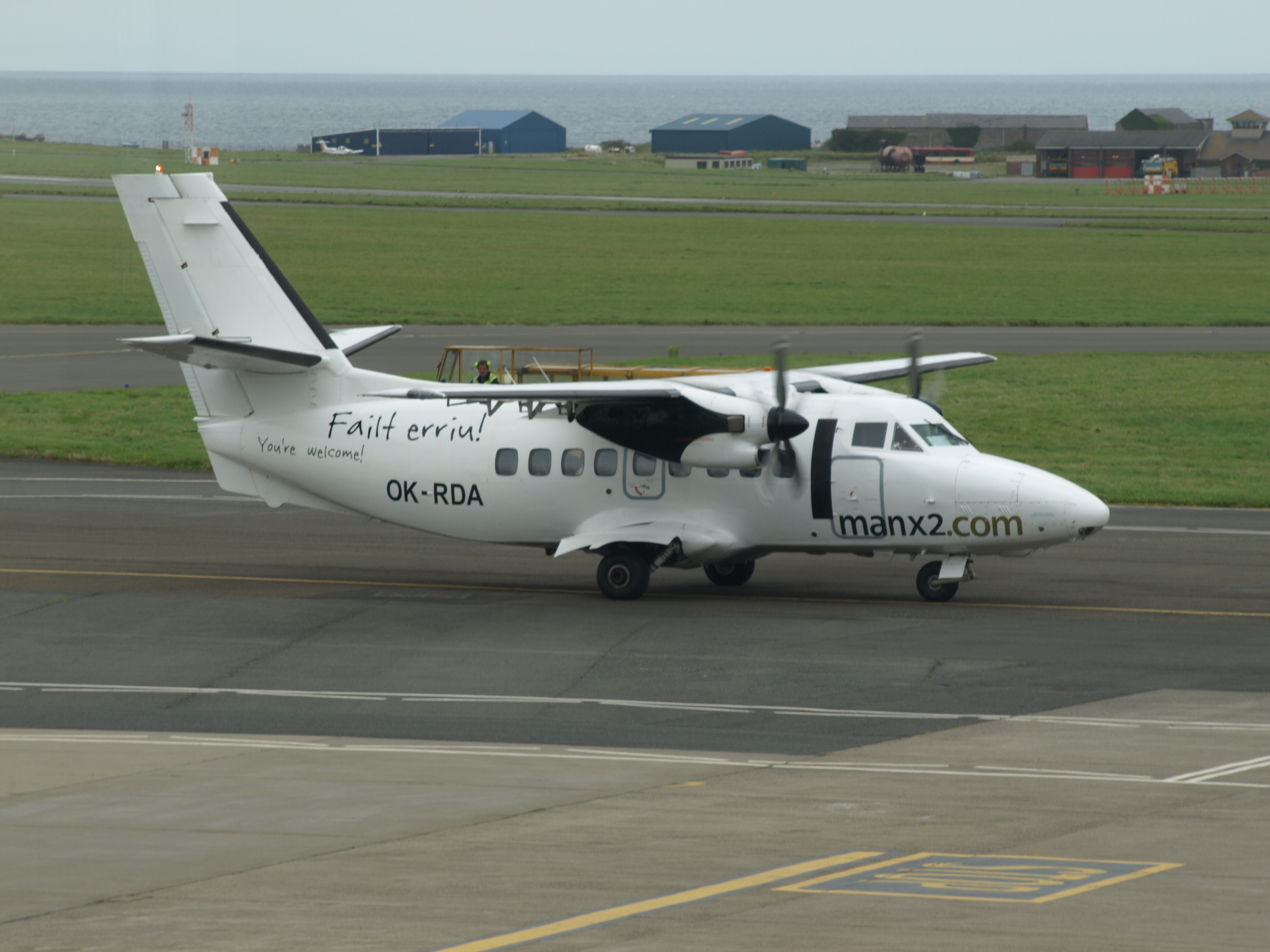
I Let L-410 della Manx2 come questo erano una vista normale nel piccolo, ma importante, aeroporto dell'isola.

Manx2 introdusse il BAe Jetstream 31 nella sua flotta nel settembre 2006 con l'aereo operato da Jetstream Executive Travel. Inizialmente venne aggiunto solo un Jetstream 31 alla flotta per operare dall'Isola di Man all'aeroporto Leeds Bradford.

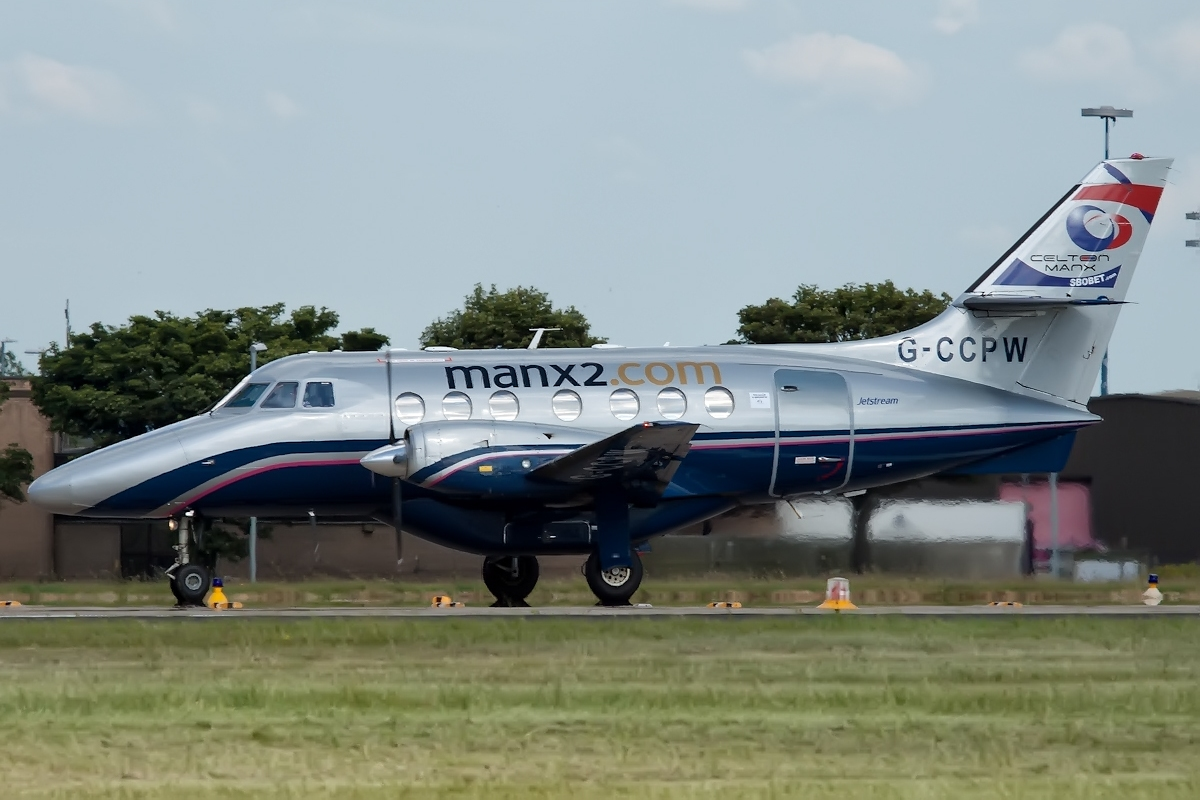
I Jetstream 31 come G-CCPW, dato che la compagnia non possedeva aerei propri, venivano spesso presi in leasing da altre società come la Jetstream Executive Travel Ltd.

Manx2 aggiunse pure un Fairchild Metroliner della Flightline BCN per un certo periodo ed estese la sua rete di rotte per includere Belfast. Le rotte per Belfast Città e Blackpool sono ora gestite da due velivoli a turboelica Let L-410 da 19 posti dell'operatore europeo VanAir Europe.
Il 3 settembre 2007, Manx2 lanciò un nuovo servizio che collegava la propria sede sull'Isola di Man con l'Aeroporto del Gloucestershire, situato a Staverton tra Gloucester e Cheltenham, a un'ora dalle principali città come Birmingham e Bristol. Con questa rotta si cercava di competere con il servizio Flybe per Birmingham. Il percorso comprendeva anche un'estensione stagionale per Jersey il sabato.
Nel 2008 comparvero due Dornier 228 alla flotta, trasportando 100.000 passeggeri durante quell'anno, per poi salire a tre Dornier l'anno dopo. Nel 2009, Manx2 annunciò di aver trasportato il suo 250.000º passeggero. Inoltre annunciò una maggiore frequenza di cinque voli giornalieri sulla sua rotta principale da Blackpool e voli aggiuntivi per Belfast City. 
La rotta ammiraglia per Blackpool venne successivamente aumentata a dieci voli al giorno dopo che la compagnia dichiarò 15 giorni di parcheggio gratuito per i suoi clienti all'aeroporto di Blackpool, mentre i voli per la città di Belfast superarono i numeri dell'ex compagnia di bandiera dell'isola. Una nuova base fu stabilita a Belfast con una frequenza aggiuntiva per l'isola di Man e Cork. Anche la rotta Leeds Bradford veniva operata quotidianamente. La rotta del Gloucestershire operava ogni mattina nei giorni feriali. Nell'agosto 2009 venne avviata una nuova rotta per Newcastle upon Tyne e nel maggio 2010 la società presentò un'offerta per un obbligo di servizio pubblico di sette mesi contratto per la gestione della rotta Cardiff - Isola di Anglesey al governo dell'Assemblea Gallese. Successivamente tale contratto fu prorogato per ulteriori quattro anni.
Poco dopo Manx2 lanciò un servizio da Galway a Belfast e l'Isola di Man, e nel settembre 2010 partì un servizio pendolari due volte al giorno tra Belfast e Cork, cessato nel marzo 2011 a seguito di un incidente. Di seguito Manx2 cessò il contratto di leasing con Flightline BCN. Successivamente uscì dal mercato interno irlandese, annullando il suo servizio stagionale Belfast - Galway. 
I servizi tra Belfast City e l'Isola di Man furono aumentati, e partirono i servizi per Gloucester (Staverton) da Belfast City. La compagnia operava anche servizi stagionali tra l'isola di Man e l'aeroporto di Anglesey (Valley). È stato annunciato un servizio per l'aeroporto di Londra Oxford, iniziato sette giorni su sette a partire da maggio 2012 fino a gennaio 2013. 
Il 22 novembre 2012 Manx2.com comunicò l'acquisizione della propria attività da parte di Citywing Aviation Services Ltd, una nuova società formata da un team di management buyout. L'ultimo volo Manx2 ebbe luogo il 31 dicembre 2012. Dal 1º gennaio 2013, tutti i voli erano stati trasferiti a Citywing.

## Destinazioni
- Isola di Man
  - Ronaldsway - Aeroporto dell'Isola di Man (Base e quartier generale)
- Regno Unito
  - Anglesey - Aeroporto di Anglesey
  - Belfast - Aeroporto di Belfast-Città (base)
  - Blackpool - Aeroporto Internazionale di Blackpool (base)
  - Cardiff - Aeroporto di Cardiff (base)
  - Cheltenham, Gloucester - Aeroporto del Gloucestershire (città primaria)
  - Leeds/Bradford - Aeroporto di Leeds Bradford (sospeso dall'8 gennaio 2013)
  - Newcastle upon Tyne - Aeroporto di Newcastle
  - Oxford - Aeroporto di Oxford (sospeso dall'8 gennaio 2013)
- Jersey
  - Saint Peter (Jersey) - Aeroporto di Jersey

## Flotta
La Manx2 veniva spesso definita una compagnia aerea virtuale. Essa non possedeva direttamente alcun aereo ma, in virtù del suo marchio e della sua pubblicità, vendeva i biglietti aerei su voli operati per suo conto da altre compagnie aeree, alcuni dipinti con la livrea Manx2.com.

## Incidenti
La compagnia ha avuto in totale due incidenti, uno solo con vittime. Di seguito:
- 10 febbraio 2011 - Il volo Manx2 7100, un Fairchild SA 227-BC Metro III di proprietà della compagnia aerea spagnola Air Lada e registrato come EC-ITP, stava operando un volo di linea per conto della Manx2. Il volo, NM7100, operava da Belfast-Città a Cork con dieci passeggeri e due membri dell'equipaggio. Alle 09:50, durante il terzo tentativo di atterraggio all'aeroporto di Cork in condizioni di scarsa visibilità per colpa della fitta nebbia, persero il controllo e l'aereo colpì la pista. L'aereo si fermò capovolto sul terreno soffice a destra della pista. In entrambi i motori si verificarono incendi post-impatto rapidamente estinti dal Servizio antincendio aeroportuale (AFS). Sei persone, compresi entrambi i piloti, rimasero uccise. Quattro passeggeri riportarono ferite gravi e due solo pochi graffi o contusioni.
- 8 marzo 2012 - Il BAe Jetstream 3102 G-CCPW di Links Air, operante il volo Manx2 302 da Leeds-Bradford a Ronaldsway, scivolò sulla superficie pavimentata della pista dopo l'atterraggio a Ronaldsway. L'aereo rimase notevolmente danneggiato quando il carrello di sinistra cedette. Non ci furono feriti tra i dodici passeggeri e i due membri dell'equipaggio.